# Selezione della città organizzatrice dei XXI Giochi olimpici invernali
Presentiamo in questo articolo la selezione della città organizzatrice dei XXI Giochi olimpici invernali.

## Scelta delle città candidate
In data 11 luglio 2002 i delegati del CIO dovettero scegliere tra le otto città che chiedevano di poter essere ammesse come candidate ad ospitare la XXI Olimpiade Invernale Tali città sono denominate applicant cities ed erano:
- Vancouver, Canada
- Sarajevo, Bosnia ed Erzegovina
- Jaca, Spagna
- Salisburgo, Austria
- Pyeongchang, Corea del Sud
- Iwata, Giappone
- Berna, Svizzera
- Andorra la Vella, Andorra

Proponiamo qui di seguito uno schematico riassunto dei "voti" ricevuti dalle candidature per la XXI Olimpiade Invernale, estrapolato dal report del Comitato Olimpico Internazionale per la selezione delle tre città candidate.
Le votazioni tecniche si esprimono in un range, da un valore minimo a uno massimo, in una scala da 0 a 10. Ogni voce è pesata con uno specifico valore che sta a definire l'importanza della voce stessa.
| Città                                    | Vancouver | Vancouver | Sarajevo | Sarajevo | Jaca | Jaca | Salisburgo | Salisburgo | Pyeongchang | Pyeongchang | Iwata | Iwata | Berna | Berna | Andorra la Vella | Andorra la Vella | Peso |
| Range                                    | min       | max       | min      | max      | min  | max  | min        | max        | min         | max         | min   | max   | min   | max   | min              | max              |      |
| Supporto governativo e opinione pubblica | 6.0       | 8.1       | 3.4      | 6.5      | 6.2  | 8.6  | 6.1        | 7.8        | 5.6         | 8.0         | 7.9   | 8.9   | 4.3   | 6.7   | 3.6              | 6.0              | 3    |
| Infrastrutture generiche                 | 5.5       | 7.0       | 1.9      | 3.8      | 4.3  | 6.0  | 7.1        | 8.1        | 5.3         | 7.1         | 4.4   | 6.2   | 6.4   | 7.7   | 3.9              | 5.2              | 5    |
| Impianti sportivi                        | 7.6       | 8.5       | 4.5      | 6.0      | 5.1  | 6.6  | 7.1        | 9.0        | 5.0         | 7.2         | 4.4   | 6.0   | 4.9   | 7.4   | 2.0              | 4.9              | 4    |
| Villaggio Olimpico                       | 8.0       | 9.3       | 4.2      | 5.4      | 4.8  | 7.2  | 4.5        | 7.5        | 4.5         | 6.7         | 5.7   | 8.1   | 3.0   | 6.0   | 3.5              | 5.6              | 4    |
| Condizioni e impatto ambientale          | 6.7       | 8.5       | 4.8      | 6.7      | 5.5  | 7.5  | 7.8        | 9.0        | 5.5         | 7.5         | 4.0   | 6.3   | 7.5   | 9.0   | 5.2              | 7.5              | 3    |
| Alloggi                                  | 7.0       | 8.5       | 2.0      | 3.0      | 3.5  | 4.5  | 9.0        | 10.0       | 5.5         | 6.5         | 5.0   | 6.0   | 6.5   | 8.0   | 4.0              | 5.0              | 5    |
| Trasporti                                | 6.9       | 8.1       | 4.6      | 6.4      | 4.9  | 6.8  | 7.2        | 8.4        | 6.1         | 7.8         | 4.8   | 6.9   | 6.4   | 7.8   | 4.5              | 6.4              | 3    |
| Sicurezza                                | 6.8       | 7.8       | 4.0      | 6.0      | 6.0  | 7.6  | 6.2        | 7.2        | 5.4         | 7.2         | 6.2   | 7.6   | 6.0   | 7.0   | 5.0              | 6.4              | 3    |
| Esperienza da eventi altri sportivi      | 7.0       | 8.3       | 3.0      | 6.0      | 4.7  | 7.3  | 7.0        | 9.0        | 4.7         | 7.3         | 4.0   | 6.3   | 7.0   | 8.3   | 2.0              | 5.0              | 2    |
| Finanze                                  | 6.4       | 7.6       | 3.4      | 4.0      | 6.1  | 6.7  | 6.8        | 8.0        | 5.1         | 6.0         | 5.1   | 6.0   | 6.5   | 8.0   | 4.6              | 5.2              | 2    |
| Progetto generale                        | 7.0       | 9.0       | 3.0      | 5.0      | 5.0  | 6.5  | 7.0        | 8.0        | 6.0         | 7.5         | 5.0   | 6.0   | 4.5   | 6.5   | 3.0              | 4.0              | 3    |
| ---------------------------------------- | --------- | --------- | -------- | -------- | ---- | ---- | ---------- | ---------- | ----------- | ----------- | ----- | ----- | ----- | ----- | ---------------- | ---------------- | ---- |

Logo della candidatura di Berna

I risultati finali portarono dunque alle seguenti conclusioni:
1. Le città di Iwata, Jaca, Andorra la Vella e Sarajevo, non avendo una votazione sufficiente, non rientrarono tra le città candidate;
2. Le città di Berna e Pyeongchang, pur avendo una valutazione in un range a cavallo della sufficienza, rientrarono tra le città candidate. In particolare:
  - Per Berna vennero rilevate difficoltà riguardanti l'organizzazione per gli atleti e l'aspetto finanziario;
  - Per Pyeongchang venne sottolineata la necessità di miglioramenti per il sito di Yongpyong, causa l'alta concentrazione di siti olimpici e la connettività con altri impianti;
3. Le città di Salisburgo e Vancouver vennero accettate come città candidate, avendo il risultato finale superato la sufficienza.

La città di Berna, pur avendo avuto l'approvazione del CIO, si ritirò il 27 settembre 2002, dopo che in un referendum la maggioranza dei cittadini si era espressa contro la candidatura olimpica.

## Votazione finale
La votazione finale per l'assegnazione dei XXI Giochi olimpici invernali si è svolta il 2 luglio 2003 durante la 115° assemblea del CIO di Praga.
Presentiamo di seguito i logo delle tre città candidate e i risultati delle due votazioni che sono state necessarie ai membri del CIO per eleggere la città organizzatrice delle Olimpiadi Invernali 2010.
Al primo turno di votazione Salisburgo ottenne solo 16 voti, per cui venne eliminata. Al secondo turno buona parte dei voti espressi in precedenza per Salisburgo andarono a Vancouver, che fu preferita a Pyeongchang.
|  |  |  |